# بني قاسم (بني العوام)

تعديل مصدري - تعديل

بني قاسم هي إحدى قرى عزلة بني القدمي بمديرية بني العوام التابعة لمحافظة حجة، بلغ تعداد سكانها 275 نسمة حسب تعداد اليمن لعام 2004.